# امامزاده سلطان سید محمد
امامزاده سلطان سید محمد فرزند جعفر صادق واقع در محله آخوند قزوین است. کاشیکاری‌های این بنا دارای کتیبه‌ای است که سال ساخت بنای آن را ۱۳۱۴ هجری قمری (قاجاریه) ذکر می‌کند. این امامزاده دارای دو در، یکی رو به شرق و دیگری رو به شمال بقعه است. گنبد امامزاده آجری بوده و سطح آن کاشیکاری شده است. هم‌اکنون این بنا در خیابان تبریز قزوین است.